# Italianización fascista
La italianización fascista fue un proceso por el cual, entre 1922 y 1943, el gobierno italiano forzó a la población de origen extranjero residente en Italia en los territorios que fueron del imperio austrohúngaro a asumir el idioma y la cultura italianas.
Este programa de italianización pretendía absorber las minorías lingüísticas y dialectales en Italia. Los grupos étnicos con una identidad nacional específica residían sobre todo en las tierras anexionadas tras la Primera Guerra Mundial: Friul-Venecia Julia (ya litoral austríaco) y la Dalmacia italiana (eslovenos y croatas), provincia de Bolzano (austríacos) y "Val Canale" (eslovenos y austríacos).
Bajo este programa las minorías extranjeras fueron forzadas a asistir a escuelas en italiano y a usar sólo este idioma en público (incluyendo iglesias). Las instituciones de dichos grupos fueron cerradas y los topónimos y apellidos traducidos. Por otro lado, los nombres presuntamente italianos que según el nacionalismo italiano fueron germanizados o eslavizados bajo el Imperio austríaco (ya que la germanizados o eslavizados fue solamente una medida administrativa hecha después de la tercera guerra de independencia italiana y nunca actuada, que se refiere solamente el área burocrático-administrativa) fueron «restaurados» a su supuesta forma original. Se favoreció además la inmigración de italianos de otras partes de la península a la región de Bolzano, a Trieste y a Ístria.

## Venezia Giulia y Dalmacia
Con respecto a Friul-Venecia Julia y Dalmacia, la mayoría se opuso a estas medidas, con el apoyo de los clérigos católicos locales. Las violencias italianas empezaron poco después de la Primera Guerra Mundial en todo el litoral austríaco, como testimoniado por el incendio del Narodni dom en Trieste. El principal puerto del imperio austriaco, Trieste, pagó un precio muy alto. Desde 1918 hasta 1945, más de 100 000 habitantes de la ciudad fueron obligados a abandonar a la ciudad: los primeros fueron los 12.000 alemanes, la tercera etnia presente en la ciudad. En la burocracia, todos los empleados no italianos perdieron el trabajo, así como los que trabajaban en el ferrocarril, sustituidos por italianos provenientes del sur de Italia. Más de 100.000 apellidos fueron cambiados a una forma italiana (entre los famosos, el futbolista Nereo Rocco, antes Nereo Rock, e Italo Svevo, antes Aron Hector Schmitz). Un director de coros esloveno, Lojze Bratuž, que había liderado varios coros en esloveno en iglesias a pesar de la persecución de los eslovenos en la región de Gorizia, fue arrestado el 27 de diciembre de 1936, torturado y obligado a beber gasolina y aceite de motor. La italianización no se limitó solamente a los apellidos: la casi totalidad de los topónimos fue cambiada en una forma italiana, muchas veces sin respetar el origen del nombre de la localidad —como, por ejemplo, la transformación del nombre del pueblo de Opicina-Opčine en Poggioreale del Carso— y cambiando la casi totalidad de la toponimia de la ciudad, sustituyendo los antiguos nombres de calles y plazas con nombres de irredentistas o generales italianos. Hay que precisar que durante la Segunda Guerra Mundial fue ocupada por Italia la Eslovenia meridional con su capital Lubiana, que fue anexada al Reino de Italia con el nombre Provincia italiana di Lubiana.
Durante la administración italiana de Dalmacia, los fascistas hicieron todo lo posible para italianizarla. Se prohibió escuchar cualquier emisora de radio en croata, permitiéndose sólo el italiano. Infringir tal norma era castigado con la muerte. Además, croatas y eslovenos tenían prohibido comprar tierra y propiedades, lo que se aseguró con drásticas medidas. La administración italiana además estimuló el movimiento de población eslava a Italia meridional (Apulia, Calabria) y las colonias en África Oriental. Mientras, se trajeron italianos de esas regiones del sur para poblar Dalmacia e Istria. En las escuelas primarias y los jardines de infancia se colocaron profesores italianos para mantener a los niños bajo influencia italiana el día entero. El principal autor de esta política fue Italo Sauro, consejero personal de Benito Mussolini para italianización. Los supervivientes de los campos de concentración italianos en Dalmacia (el peor estaba situado en la isla de Molat) nunca han recibido compensación alguna de Italia.

## Dodecaneso
Esta política también afectó a los habitantes del Dodecaneso, conquistado por Italia en 1912. Aunque las islas eran mayoritariamente de población griega con una pequeña comunidad turca y una todavía menor ladina (judía) con muy pocos hablantes italianos, los colegios fueron obligados a dar clase en italiano y se discriminó a la Iglesia ortodoxa, mayoritaria expresión religiosa de las islas. Estas medidas pretendían causar un éxodo de griegos al continente para ser sustituidos por una cierta inmigración italiana.

## Islas Jónicas
El hecho que las islas Jónicas pertenecieran a la República de Venecia y que una parte de sus habitantes hablara el italiano fueron el pretexto de Mussolini para anexionar estas islas como una provincia italiana más. Después de la caída de Grecia en 1941, los italianos pasaron a controlar gran parte del territorio griego, entre ellas las islas Jónicas. Mussolini informó al general Carlo Geloso de su intención que las Islas Jónicas se constituyeran en una provincia italiana a través de una anexión de facto, pero los alemanes no aprobaron esos planes. Aun así, las autoridades italianas continuaron preparando el terreno para la anexión. Por último, el 22 de abril de 1941, tras arduas conversaciones entre los gobernantes de Alemania e Italia, Hitler acordó que Italia podría proceder a una anexión de facto de las islas.
A partir de entonces, y hasta el final de la guerra, las islas pasaron por una fase de italianización en todas las áreas. El italiano fue designado como único idioma oficial de las islas; una nueva moneda, el dracma jónico, se introdujo con el objetivo de hacer que el comercio con el resto de Grecia fuera imposible; se limitaron las comunicaciones con Grecia continental; en los tribunales, los jueces tenían que aplicar la ley italiana cuando juzgaban, y hacerlo en el nombre del Rey como en el resto de Italia; y las escuelas adoptaron el modelo educativo de la península italiana. Los esfuerzos de italianización en las Islas Jónicas acabaron en septiembre de 1943, cuando Italia cambió de bando y pasó a apoyar a los Aliados.

## Trentino-Alto Adigio
En 1939 Hitler y Mussolini alcanzaron un acuerdo sobre el estatus de la población germana que vivía en Trentino-Alto Adigio, en la Provincia de Bolzano: podían emigrar a la Alemania Nazi o a los territorios colonizados por esta en Europa del Este como Crimea o permanecer en Italia y aceptar su completa italianización. Como consecuencia de la llamada "Opción en la provincia de Bolzano-Bozen", la sociedad del Tirol del Sur quedó profundamente desgarrada. Aquellos que quisierron quedarse ("Dableiber"), fueron acusados de traidores mientras que los que partieron ("Optanten") fueron acusados de nazis. Por el estallido de la Segunda Guerra Mundial el acuerdo nunca se llegó a aplicar completamente.

## Cerdeña
Desde 1720, la isla de Cerdeña se había convertido en una posesión de ultramar de la Casa de Saboya, que en aquel entonces ya reinaba en varios estados italianos, sobre todo en el Piamonte; los Saboya impusieron el italiano a Cerdeña, sobre la que ejercían un control directo, como parte de una política cultural más amplia destinada a unir la isla a la Península de forma que se evitara o bien posibles intentos de separación política, basados en la lengua autóctona de los isleños, o bien un interés renovado por parte de España. Sin embargo, no fue hasta el ascenso del fascismo que el sardo se convirtió en un idioma activamente prohibido o excluido de cualquier manifestación cultural residual para apoyar un cambio definitivo al italiano, que al final de la Segunda Guerra Mundial se convirtió en el idioma principal de la isla. En pocas generaciones, el sardo, así como el dialecto catalán propio de Alguer, se ha convertido en una lengua minoritaria aprendida por un número cada vez menor de familias sardas, la mayoría de las cuales han optado por el italiano como lengua de uso cotidiano. Un estudio realizado en 2012 por la Universidad de Cagliari y la Universidad de Edimburgo reveló que los entrevistados que se oponían enérgicamente al uso del sardo y que se identificaban predominantemente como italianos eran también los que expresaban la opinión más desfavorable hacia la autonomía regional.

## Italianización del lenguaje
En la década de 1930, hubo un programa de italianización del lenguaje: se prohibieron palabras extranjeras, mientras se acuñaron neologismos como consociazione en vez del anglicismo club, giuoco della Volata o giuoco dalla palla ovale en vez de rugby, acquavite en vez de brandy o de whisky, tramezzino en vez de sandwicho o se prefirió el uso de palabras "auténticamente italianas", como albergo en vez de hotel, al ser la última un galicismo —si bien albergo es un originariamente un germanismo, mientras que el origen del vocablo francés hôtel es la expresión latina hospitalis domus—. Del mismo modo, se desterró el uso del pronombre Lei para la forma repetuosa de la segunda persona del singular (en español, «usted»), sustituyéndolo con el pronombre voi (forma plural, equivalente a «vosotros»), ya que Lei originariamente significa «ella», algo contrario al espíritu del viril hombre fascista.